# Ursensollen
Ursensollen ist eine Gemeinde im Oberpfälzer Landkreis Amberg-Sulzbach und zählt zur Metropolregion Nürnberg.

## Geographie
Die Gemeinde liegt im jüngsten Naturpark Bayerns, dem Naturpark Hirschwald, in der Region Oberpfalz-Nord und etwa zehn Kilometer südwestlich von Amberg und etwa 50 Kilometer östlich von Nürnberg.

### Gemeindegliederung
Es gibt 38 Gemeindeteile (in Klammern ist der Siedlungstyp angegeben):
- Bittenbrunn (Dorf)
- Darsberg (Weiler)
- Eglhofen (Dorf)
- Ehringsfeld (Dorf)
- Eigentshofen (Weiler)
- Erlheim (Kirchdorf)
- Garsdorf (Kirchdorf)
- Gunzelsdorf (Weiler)
- Haag (Dorf)
- Hausen (Pfarrdorf)
- Häuslöd (Weiler)
- Heimhof (Dorf)
- Heinzhof (Weiler)
- Hohenkemnath (Pfarrdorf)
- Inselsberg (Weiler)
- Kemnatheröd (Weiler)
- Kotzheim (Weiler)
- Littenschwang (Einöde)
- Oberhof (Dorf)
- Oberleinsiedl (Dorf)
- Ödallerzhof (Einöde)
- Ödgötzendorf (Weiler)
- Reinbrunn (Weiler)
- Richtheim (Dorf)
- Rückertshof (Dorf)
- Salleröd (Weiler)
- Sauheim (Weiler)
- Stockau (Weiler)
- Thonhausen (Dorf)
- Ullersberg (Kirchdorf)
- Unterleinsiedl (Weiler)
- Ursensollen (Pfarrdorf)
- Waldhaus (Einöde)
- Wappersdorf (Weiler)
- Weiherzant (Weiler)
- Winkl (Weiler)
- Wollenzhofen (Weiler)
- Zant (Dorf)

## Geschichte

### Bis zur Gemeindegründung
Der Beginn der Geschichte Ursensollens ist eng verbunden mit dem Adelsgeschlecht von Scharfenberg. Dieses hat sich wahrscheinlich um das Jahr 1000 auf dem Scharfenberg, etwa einen Kilometer südwestlich von Ursensollen, angesiedelt. Im Jahre 1144 wurden dieses Adelsgeschlecht und der Ort Ursensollen erstmals erwähnt. Der Ort war Teil des Kurfürstentums Bayern und bildete eine geschlossene Hofmark, deren Sitz Ursensollen war. Im 14. Jahrhundert wurde ein Landsassenschloss in Ursensollen beurkundet. 1383 war nachweislich die Burg Scharfenberg zerstört.
Die Scharfenberger blieben bis etwa 1550 in Ursensollen ansässig.
Deren berühmtester Sohn war der Minnesänger Albrecht von Scharfenberg, der in der zweiten Hälfte des 13. Jahrhunderts wirkte. Sein berühmtestes Werk ist Merlin.
Ab dem Jahr 1550 sind die Meringer als Herren von Ursensollen bezeichnet. Doch bereits 1566 wurde ein Johan Erckenbrecht als Besitzer genannt. 1693 wurde die Hofmark Ursensollen an einen Johann Jakob Haller von Hallerstein verkauft. Im Jahre 1729 wurde ein Johann Michael von Thünefeld als neuer Besitzer genannt. Im Jahre 1749 wurde die Hofmark erneut verkauft. Die Erwerber waren die Brüder Velhorn. 1773 verkauften diese ihre Besitzungen an Hofrat Franz de Paula Knebel. Neun Jahre später gab es wieder einen Besitzerwechsel: Der neue Eigentümer war Ferdinand von Hötzendorf. 1817 hieß der neue Eigentümer Joseph von Schenkl.

### 19. Jahrhundert
Im Jahre 1828 war wieder ein Franz von Hötzendorf, der Schwiegersohn des vorhergehenden, als Eigentümer genannt. Sein Schwager Franz von Schenkl kaufte die Hofmark sechs Jahre später zurück und mit ihm endete 1838 die Linie der ortsansässigen Adelsgeschlechter.
Der erste nichtadelige Besitzer der Hofmark war Regierungsrat Jakob Windwarth aus Amberg. Nach dem Tode des Schlossherren verkaufte die Witwe 1856 Gebäude und Grundstücke an den Braumeister Mathias Muggenthaler. Dieser richtete eine Brauerei ein und begründete damit den Ruf des Ursensollener Bieres.

### Eingemeindungen
Im Zuge der Gemeindegebietsreform in Bayern wurden die Gemeinden Haag, Hohenkemnath, Ullersberg und Zant sowie Teile der Gemeinde Garsdorf am 1. April 1971 und jeweils Teile der zuvor zum Landkreis Neumarkt in der Oberpfalz gehörenden Gemeinden Hausen, Thonhausen, Winkl und Wolfsfeld am 1. Juli 1972 nach Ursensollen eingemeindet. Am 1. Januar 1978 kamen Teile der aufgelösten Gemeinde Götzendorf und am 1. Mai 1978 kleine Teile der Gemeinde Hohenburg mit etwa 50 Einwohnern hinzu.

### Einwohnerentwicklung
Zwischen 1988 und 2018 wuchs die Gemeinde von 2993 auf 3718 um 725 Einwohner bzw. um 24,2 %.
- Frühere Gemeinde, jetziger Ort

| Jahr      | 1933 | 1939 | 1961 | 1970 | 2010  |
| --------- | ---- | ---- | ---- | ---- | ----- |
| Einwohner | 0382 | 0415 | 0578 | 0673 | 1.350 |

- Jetziges Gemeindegebiet

| Jahr      | 1961  | 1970  | 1987  | 1991  | 1995  | 2000  | 2005  | 2010  | 2015  |
| --------- | ----- | ----- | ----- | ----- | ----- | ----- | ----- | ----- | ----- |
| Einwohner | 2.469 | 2.678 | 2.991 | 3.220 | 3.415 | 3.518 | 3.669 | 3.758 | 3.641 |

### Religion
Die Gemeinde Ursensollen gehört zum Bistum Eichstätt, Dekanat Habsberg.
Die östlich gelegenen Gemarkungen mit den Pfarreien Hohenkemnath und Hausen liegen auf dem Territorium der Diözese Regensburg.

## Politik
Vom 1. Mai 1978 bis 31. Dezember 2001 bildeten die Gemeinden Ammerthal und Ursensollen eine Verwaltungsgemeinschaft.
- FW: 7
- CSU: 7
- SPD: 2

FW einschließlich FWU

### Gemeinderat
Der Gemeinderat besteht aus 16 Mitgliedern. Weiteres Mitglied und Vorsitzender des Gemeinderates ist der Erste Bürgermeister. Bei der Kommunalwahl vom 15. März 2020 haben von den 3047 stimmberechtigten Einwohnern in der Gemeinde Ursensollen 2364 von ihrem Wahlrecht Gebrauch gemacht, womit die Wahlbeteiligung bei 77,58 % lag.

### Bürgermeister
Erster Bürgermeister der neu geformten Gemeinde Ursensollen war
- 1972–1978: Michael Kuhn (Ursensollen)
- 1978–1989: Anton Lindner (CSU, Hohenkemnath)
- 1989–2002: Josef Wölfl (CSU, Heimhof)
- 2002–2020: Franz Mädler (Freie Wähler)
- 2020–0000: Albert Geitner (Freie Wähler)[9]

Bei der Kommunalwahl vom 15. März 2020 wurde Albert Geitner (Freie Wähler) mit 57,73 % der Stimmen gewählt.

### Wappen
|                         | Blasonierung: „Geteilt; oben in Rot ein gespaltener, dreimal von Schwarz und Silber in verwechselten Farben geteilter Schrägbalken, unten gespalten von Silber und Blau.“ |
| Wappenführung seit 1972 | |

## Kultur und Sehenswürdigkeiten

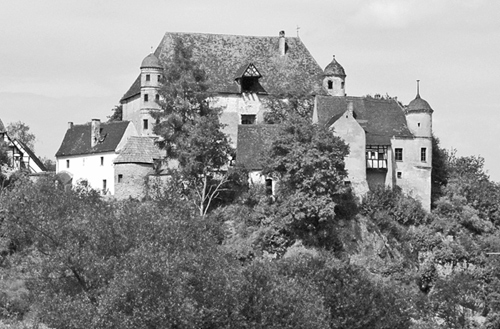
Burg Heimhof

- Kunstwerke der Bildhauerin Sabine Mädl:
  - Albrecht von Scharfenberg (1996); Minnesänger des 13. Jahrhunderts, Bronzeguss mit Brunnen vor dem Rathaus
  - Bärenbrunnen (2003) vor der Grundschule: Eine Bärin mit ihren zwei Jungen an einem Weiher.
  - Pietà (2004, Edelstahl) vor dem Friedhof in Hohenkemnath
  - Einradfahrer (2005, Edelstahl) am Brunnen vor der Grund- und Mittelschule
  - Kreuz aus Edelstahl mit Glas an der Ortseinfahrt West in Ursensollen
  - Gänseliesl mit drei Gänsen (2010, Edelstahl und Bronze, geschweißt) auf dem Dorfplatz Ursensollen, zur Erinnerung an die ursprünglich bäuerliche Bevölkerung
- Kunstwerk der Bildhauerin Uber-Diem, Aschach: Madonna (Bronzeguss, 2010) auf dem Kirchplatz Ursensollen
- 3D-Planetarium der Volkssternwarte Amberg-Ursensollen[12]
- Kubus: Kultur- und Begegnungszentrum Ursensollen Veranstaltungen aller Art. Konzerte, Kabarettabende, Filmvorstellungen und Diapräsentationen, Schulgasse[13]
- Seniorenwohnen Tagespflegeeinrichtung, 19 Wohnungen des betreuten Wohnens. Schwesternschaft Wallmenich-Haus vom BRK e. V. Am Nussbaumpark / Dorfplatz[14]

### Baudenkmäler
- Schloss Ursensollen
- Katholische Pfarrkirche St. Vitus (Ursensollen), Altäre um 1712 von Meister Johann Michael Schaller aus Velburg, Epitaph für Johann Erckenprechtshausen († 1578) an der Südwand
- Katholische Kirche St. Laurentius (Erlheim), erbaut 1433, gotischer Chor, Rokoko-Ausstattung
- Katholische Pfarrkirche St. Georg (Hausen), neubarocker Bau aus dem Jahr 1914, spätgotische Maria (Ende des 15. Jahrhunderts) im linken Seitenaltar
- Schloss Heimhof, im Kern eine mittelalterliche Wohnburg aus dem 14. Jahrhundert mit teilweise originaler Ausstattung (Privatbesitz, nicht zu besichtigen)
- Katholische Filial- und Wallfahrtskirche St. Joseph (Zant) mit romanischer Burgruine, auf den Mauerresten im 17. Jahrhundert von Freiherr von Lonnerstadt erbaut, 1778 erweitert, Rokoko-Ausstattung
- Katholische Filialkirche St. Franz Xaver (Garsdorf), erbaut 1730

### Bodendenkmäler
- Ringwall Kleiner Hubberg
- Burgstall Hausberg

## Wirtschaft und Infrastruktur
In Ursensollen gibt es zwei Gewerbegebiete, in denen namhafte Firmen angesiedelt sind. Käfer und Hummel fertigen Wohnmöbel, TLA ist eine weltweit tätige Logistikfirma, und Sheepworld ist europaweit erfolgreich im Geschenkartikelmarkt. Zahlreiche weitere leistungsfähige mittelständische Firmen bieten mehrere hundert Arbeitsplätze.
Die Grammer AG baute von 2017 bis 2020 im „Projekt Campus“ mit 10 800 Quadratmetern Büroflächen mit Casino-, Konferenz- und Besprechungsbereichen und 720 Büro-Arbeitsplätze den Hauptsitz in Ursensollen. Der Grammer Campus wurde im November 2020 ganzheitlich in Betrieb genommen.
Es gibt ein Ärztehaus, eine Apotheke, einen Physiotherapeuten und eine Zahnarztpraxis. Über 40 Vereine haben ein reichhaltiges sportliches und kulturelles Angebot.

### Wirtschaft einschließlich Land- und Forstwirtschaft
Der Gemeinde wurde am 4. März 2008 mit Ingolstadt und Neustadt bei Coburg der Bayerische Qualitätspreis 2008 – Wirtschaftsfreundliche Gemeinde verliehen.
2017 gab es in der Gemeinde 944 sozialversicherungspflichtige Arbeitsplätze. Von der Wohnbevölkerung standen 1599 Personen in einem versicherungspflichtigen Beschäftigungsverhältnis. Damit war die Zahl der Auspendler um 655 Personen größer als die der Einpendler. 41 Einwohner waren arbeitslos. 2016 gab es 87 landwirtschaftliche Betriebe. 3538 Hektar des Gemeindegebietes waren landwirtschaftlich genutzt.

### Verkehr
Durch Ursensollen führt die B 299. Die Einfahrt Amberg-West (Nr. 65) der Bundesautobahn A 6 ist einen Kilometer nördlich vom Ortszentrum entfernt. Der Haltepunkt Ursensollen lag an der Bahnstrecke Drahthammer–Lauterhofen, welche stillgelegt ist. Bis zum Bahnhof Amberg an der Bahnstrecke Nürnberg–Irrenlohe sind es vom Gemeindezentrum etwa elf Kilometer.

### Bildung
In der Gemeinde gibt es folgende Einrichtungen:
- Drei Kindertageseinrichtungen mit insgesamt 115 genehmigten Plätzen und 106 betreuten Kindern (Stand 1. März 2018), das sind
  - Kinderkrippe in Ursensollen für ein- bis dreijährige Kinder
  - Kindergärten in Ursensollen und im Gemeindeteil Hausen
- Grundschule Ursensollen mit 8 Lehrern und 116 Schülern (Schuljahr 2018/19)[16]
- Mittelschule Ursensollen mit 11 Lehrern und 142 Schülern (Schuljahr 2018/19)[17]
- Offene Ganztagesschule mit ca. 60 Kindern und Jugendlichen
- Musikschule der Musikkapelle Ursensollen
- Bücherei. Im Jahre 2011 wurde sie mit dem Kinderbibliothekspreis als eine der zehn besten Kinderbüchereien Bayerns ausgezeichnet. E.ON-Bayern gab ein Preisgeld von 5000 Euro.

## Persönlichkeiten
- Josef Gehr (* 1958), römisch-katholischer Priester